# Lidingö stad
Se även Lidingö kommun, som sedan 1992 i vissa sammanhang också kallas Lidingö stad
Lidingö stad var en stad och kommun i Stockholms län som vid kommunreformen 1971 ombildades till Lidingö kommun.

## Administrativ historik
Lidingö stad bildades 1 januari 1926 (enligt beslut den 13 november 1925) genom en ombildning av Lidingö köping som bildats 1910 genom en ombildning av Lidingö landskommun. Den nya staden hade 10 470 invånare den 31 december 1925.
Staden påverkades inte av kommunreformen den 1 januari 1952.
Den 1 januari 1970 överfördes från Lidingö stad och Lidingö församling till Djursholms stad och Danderyds församling ett område (Tranholmen) med 37 invånare och omfattande en areal av 0,37 km², varav allt land.
Genom kommunreformen den 1 januari 1971 ombildades staden till Lidingö kommun utan territoriell förändring.

### Judiciell tillhörighet
I likhet med andra sentida stadsbildningar fick Lidingö inte egen jurisdiktion utan låg fortsatt under Södra Roslags domsaga och Södra Roslags domsagas tingslag.

### Kyrklig tillhörighet
I kyrkligt hänseende tillhörde staden Lidingö församling.

### Sockenkod
För registrerade fornfynd med mera så återfinns staden inom ett område definierat av sockenkod 0042 som motsvarar den omfattning staden hade kring 1950, vilket innebär att även Lidingö socken använder denna sockenkod.

## Stadsvapen
Blasonering: En blå sköld med ett vikingaskepp av guld.
Vapnet fastställdes år 1928.

## Geografi
Lidingö stad omfattade den 1 januari 1931 en areal av 30,52 km², varav 30,14 km² land, och den 1 januari 1952 fortfarande samma areal. Efter nymätningar och arealberäkningar färdiga den 1 januari 1955 omfattade staden den 1 januari 1961 en areal av 31,06 km², varav 30,73 km² land.

### Tätorter i staden 1960
| Tätort          | Folkmängd |
| --------------- | --------- |
| Lidingö         | 23 594    |
| Brevik          | 5 058     |
| Sticklinge udde | 227       |

Tätortsgraden i staden var den 1 november 1960 98,5 procent.

## Befolkningsutveckling
| Befolkningsutvecklingen i Lidingö stad 1925–1970 | Befolkningsutvecklingen i Lidingö stad 1925–1970 | Befolkningsutvecklingen i Lidingö stad 1925–1970 | Befolkningsutvecklingen i Lidingö stad 1925–1970 | Befolkningsutvecklingen i Lidingö stad 1925–1970 |
| --- | ------------------------------------------------ | ------------------------------------------------ | ------------------------------------------------ | ------------------------------------------------ |
| |                                                  |                                                  |                                                  |                                                  |
| År |                                                  |                                                  | Folkmängd                                        |                                                  |
| 1925 | 1925                                             |                                                  | 10 470                                           |                                                  |
| 1930 | 1930                                             |                                                  | 11 292                                           |                                                  |
| 1935 | 1935                                             |                                                  | 10 669                                           |                                                  |
| 1940 | 1940                                             |                                                  | 11 337                                           |                                                  |
| 1945 | 1945                                             |                                                  | 14 341                                           |                                                  |
| 1950 | 1950                                             |                                                  | 20 414                                           |                                                  |
| 1955 | 1955                                             |                                                  | 24 338                                           |                                                  |
| 1960 | 1960                                             |                                                  | 29 330                                           |                                                  |
| 1965 | 1965                                             |                                                  | 34 070                                           |                                                  |
| 1970 | 1970                                             |                                                  | 36 268                                           |                                                  |
| Anm: För år 1925: kyrkobokförd befolkning den 31 december enligt administrativa indelningen den 1 januari följande år. För åren 1930-1945: befolkning enligt folkräkning 31 december enligt den administrativa indelningen den 1 januari följande år. 1950 avser befolkning enligt folkräkning den 31 december enligt den administrativa indelningen den 1 januari 1952. 1955 avser den kyrkobokförda befolkningen den 31 december enligt den administrativa indelningen den 1 januari följande år. 1960 & 1965 avser befolkning enligt folkräkning den 1 november enligt den administrativa indelningen den 1 januari följande år. 1970 avser befolkningen den 1 november 1970 i det område som staden omfattade när den blev Lidingö kommun 1 januari 1971. |                                                  |                                                  |                                                  |                                                  |

## Politik

### Mandatfördelning i valen 1926–1966
| 3 | 12 | 17 |

| 32 |

| 10 | 2 | 20 |

| 31 |

| 11 | 2 | 3 | 16 |

| 30 |

| 15 | 5 | 12 |

| 27 | 5 |

| 15 | 7 | 14 |

| 29 | 7 |

| 2 | 11 | 9 | 14 |

| 33 |

| 11 | 14 | 11 |

| 30 | 6 |

| 11 | 11 | 14 |

| 28 | 8 |

| 11 | 7 | 18 |

| 27 | 9 |

| 13 | 8 | 19 |

| 31 | 9 |

|  | 10 |  | 10 | 18 |

| 33 | 7 |